# 제1회 서울국제영화제
제1회 서울국제영화제의 시상식에 관한 내용이다. 2000년에 열렸다.

## 수상 및 후보

### 세네프대상
- 작은 생명 - Micheal Heath 수상

### 디지털익스프레스특별상
- W/O - 하세이 코흐키 수상

### 세네피언에이스
- 자장-가 - 박상민 수상

### 세디프비젼
- 고리 - 강만진 수상

### 영리더최우수상
- 산 - 손현동 수상

### 영리더우수상
- 우근이 세상을 엿보다 - 임병성 수상
- 가자 서해로 - 민경택 수상
- I.My.Me - 윤석주 수상
- 추적 - 이주환 수상
- 우근이 세상을 엿보다 - 이상면 수상

### 영리더장려상
- 인디밴드, 새로운 문화를 꿈꾸며 - 노묵동 수상
- 꽃 - 이현정 수상
- 데미안 - 박기준 수상
- 토끼와 거북이 2 - 부천 창영초교 수상
- 학용품 사랑 - 남성초교 수상
- 한국을 빛낸 100명의 인물 - 부천 역곡초교 수상
- 똘똘이와 띨띨이 - 지산초교 수상
- 작은 연못 - 갈아초교 수상